# Parroquia Juan Millán
La parroquia Juan Millán o simplemente Juan Millán es las más extensa de las 8 divisiones administrativas (parroquias civiles) en las que se encuentra organizado el Municipio Tucupita del Estado Delta Amacuro, al este del país sudamericano de Venezuela.

## Historia
El territorio fue explorado y colonizado por los españoles y formó parte de la Capitanía General de Venezuela desde 1777. En la Venezuela independiente formó parte del Cantón Piacoa entre 1830 y 1856. Entre 1884 y 1991 formó parte del Territorio Federal Delta Amacuro siendo también parte del Distrito Tucupita  y desde 1992 el sector es una de las parroquias del Estado Delta Amacuro. Su capital actual Carapal de Guara fue fundada en 1949 como un pequeño caserío. La parroquia debe su nombre a Juan Millán, un campesino y pescador venezolano a quien se le atribuye según algunas fuentes ser uno de los fundadores de la ciudad de Tucupita estableciéndose en el sector del Caño Manamo alrededor del año 1848 procedente de la Isla de Margarita.

## Geografía
El territorio es uno de las parroquias civiles más grandes del estado y el país, con un superficie de 7.011 kilómetros cuadrados (701.100 hectáreas) lo que significa que tiene una área comparable a las de los Estados venezolanos de Aragua o Yaracuy o que es más grande que países como Trinidad y Tobago o Brunéi. Su capital es localidad de Carapal de Guara. La parroquia limita al norte con el Océano Atlántico (muy cerca de la Isla de Trinidad) al sureste con el Municipio Antonio Díaz, al sur con el Municipio Casacoima, y al oeste con las parroquias Mariscal Antonio José de Sucre, Monseñor Argimiro García y José Vidal Marcano. En su costa atlántica hacia al norte se encuentra una de las islas más grandes de la región, la llamada isla de Mariusa, mientras que al sur destaca el Río Orinoco y la Laguna Portuguesa que ocupa unos 14,40 kilómetros cuadrados (1440 hectáreas) de superficie. Gran parte de su territorio está protegido como parte del Parque nacional Mariusa. Tiene una población estimada para 2018 de 14719 personas.

### Lugares de interés
- Carapal de Guara
- Parque nacional Mariusa
- Isla Mariusa (164,5 km²)
- El Muertico
- El tirital
- Laguna Portuguesa (14,40 km²)
- Río Orinoco